# ویکی‌پدیای آلبانیایی
ویکی‌پدیای آلبانیایی یکی از نسخه‌های دانشنامه برخط ویکی‌پدیا به زبان آلبانیایی است که در تاریخ ۱۲ اکتبر ۲۰۰۳ افتتاح شد و تا تاریخ ۲ اوت ۲۰۱۰ بیست و هفت هزار مقاله داشت.
این دانشنامه تا ۱۵ سپتامبر ۲۰۱۱ با بیش از ۳۳٬۸۸۰ مقاله در رتبه شصت‌وپنجم ویکی‌پدیاها قرار دارد.